# David Ackroyd
David Ackroyd (Orange, 30 maggio 1940) è un attore statunitense.

## Biografia
Le sue prime apparizioni risalgono agli anni settanta nelle soap opera The Secret Storm (1971-1974), nel ruolo di Kevin Kincaid, e Destini (1974-1977), nel ruolo del dottor Dave Gilchrist.
È conosciuto anche per aver interpretato Garrison "Gary" Ewing, la "pecora nera" della famiglia protagonista della serie tv Dallas. In seguito lasciò il ruolo a Ted Shackelford.
Successivamente apparve nelle serie The Dark Secret of Harvest Home (1978) e California (1982) come Bill Medford. Altre sue presenze televisive furono in Kojak, Lou Grant, Trapper John, AfterMASH, Dynasty, Hunter, Riptide, Hotel, A-Team, New York New York, A cuore aperto, Autostop per il cielo, MacGyver, La signora in giallo e Xena - Principessa guerriera.
Sulle scene teatrali di Broadway, Ackroyd apparve in Unlikely Heroes, basata su tre storie di Philip Roth e in Children of a Lesser God, nella quale sostituì John Rubinstein nell'interpretazione di James Leeds.
Apparve inoltre al cinema nel cortometraggio Men of Crisis: The Harvey Wallinger Story (1971) di Woody Allen e nel film Arma non convenzionale (1990) di Craig R. Baxley, al fianco di Dolph Lundgren e Matthias Hues.

## Filmografia

### Cinema
- I giganti del West (The Mountain Men) (1980)
- The Sound of Murder (1982)
- The Nativity (1987)
- Alla scoperta di papà (Memories of Me) (1988)
- Wrestling with God (1990)
- Arma non convenzionale (Dark Angel) (1990)
- The Miracles of Jesus (1991)
- Per amore e per vendetta (Love, Cheat & Steal) (1993)
- Delitto incrociato (Dead On) (1994)
- Raven (1996)
- No Strings Attached (1997)
- Prison Life (2000)
- The Best Bar in America (2009)

### Televisione
- NET Playhouse – serie TV, 1 episodio (1969)
- The Secret Storm – serie TV (1971-1974)
- Destini (Another World) – serie TV (1964)
- Men of Crisis: The Harvey Wallinger Story – film TV (1971)
- CBS Daytime 90 – serie TV, 1 episodio (1973)
- Kojak – serie TV, 1 episodio (1975)
- Exo-Man – film TV (1977)
- Lou Grant – serie TV, 1 episodio (1978)
- The Dark Secret of Harvest Home (1978)
- Tom and Joann – film TV (1978)
- Dallas – serie TV, 2 episodi (1978)
- The Paper Chase – serie TV, 1 episodio (1978)
- The Word (1978)
- And I Alone Survived – film TV (1978)
- Piccole donne (Little Women), regia di David Lowell Rich – miniserie TV (1978)
- Women in White – film TV (1979)
- Mind Over Murder – film TV (1979)
- The Yeagers – serie TV, 1 episodio (1980)
- A Gun in the House – film TV (1981)
- California (Knots Landing) – serie TV, 1 episodio (1982)
- Trapper John (Trapper John, M.D.) – serie TV, 1 episodio (1982)
- McClain's Law – serie TV, 1 episodio (1982)
- L'albero delle mele (The Facts of Life) – serie TV, 2 episodi (1982)
- Cocaine: One Man's Seduction – film TV (1983)
- Deadly Lessons – film TV (1983)
- Cari professori (Teachers Only) – serie TV, 1 episodio (1983)
- Dynasty – serie TV, 3 episodi (1983)
- I ragazzi del computer (Whiz Kids) – serie TV, 1 episodio (1983)
- When Your Lover Leaves – film TV (1983)
- Cielo senza limiti (The Sky's No Limit) – film TV (1984)
- Hunter – serie TV, 1 episodio (1984)
- Cover Up – serie TV, 1 episodio (1984)
- After MASH – serie TV, 14 episodi (1984)
- Riptide – serie TV, 1 episodio (1984)
- New York New York (Cagney & Lacey) – serie TV, 3 episodi (1985-1987)
- MacGyver – serie TV, 2 episodi (1985-1988)
- Hardcastle e McCormick (Hardcastle and McCormick) – serie TV, 1 episodio (1985)
- Picking Up the Pieces – film TV (1985)
- A cuore aperto (St. Elsewhere) – serie TV, 3 episodi (1985)
- La signora in giallo (Murder, She Wrote) – serie TV, episodi 2x13-8x12-10x13 (1986-1994)
- I ribelli della notte (The Children of Times Square) – film TV (1986)
- Stark - Immagine allo specchio (Stark: Mirror Image) – film TV (1986)
- A-Team (The A-Team) – serie TV, 1 episodio (1986)
- Wildfire – serie TV, 4 episodi (1986)
- A Smoky Mountain Christmas – film TV (1986)
- Quarto comandamento (Nutcracker: Money, Madness and Murder), regia di  Paul Bogart – miniserie TV (1987)
- Great Performances – serie TV, un episodio (1987)
- Una povera ragazza ricca – La storia di Barbara Hutton (Poor Little Rich Girl: The Barbara Hutton Story), regia di Charles Jarrott – miniserie TV (1987)
- Hotel – serie TV, 1 episodio (1988)
- I mulini a vento degli dei (Windmills of the Gods), regia di Lee Philips – miniserie TV (1988)
- Sonny Spoon – serie TV, 1 episodio (1988)
- Autostop per il cielo (Highway to Heaven) – serie TV, episodi 5x02-5x03 (1988)
- A Peaceable Kingdom – serie TV, 12 episodi (1989)
- Studio 5-B – serie TV (1989)
- Doogie Howser, M.D. – serie TV, 1 episodio (1990)
- Hell Hath No Fury, regia di Thomas J. Wright – film TV (1991)
- Stop at Nothing – film TV (1991)
- Breaking the Silence – film TV (1992)
- I misteri della laguna (Swamp Thing) – serie TV, 1 episodio (1992)
- The Fear Inside – film TV (1992)
- The Round Table – serie TV, 1 episodio (1992)
- Capitan Planet e i Planeteers (Captain Planet and the Planeteers) – serie TV, 2 episodi (1994-1996)
- Fortune Hunter – serie TV, 1 episodio (1994)
- The Prison (Against the Wall), regia di John Frankenheimer – film TV (1994)
- Walker Texas Ranger (Walker, Texas Ranger) – serie TV, 1 episodio (1994)
- Cosby indaga (The Cosby Mysteries) – serie TV, 1 episodio (1995)
- Xena principessa guerriera (Xena: Warrior Princess) – serie TV, 1 episodio (1996)
- The Real Adventures of Jonny Quest – serie TV, 2 episodi (1996)
- History's Mysteries – serie TV, 1 episodio (2000)

## Doppiatori italiani
Nelle versioni in italiano delle opere in cui ha recitato, David Ackroyd è stato doppiato da:
- Sergio Graziani in Arma non convenzionale
- Romano Malaspina in Xena principessa guerriera
- Michele Kalamera in La signora in giallo (ep. 2x13)